# Rychwał

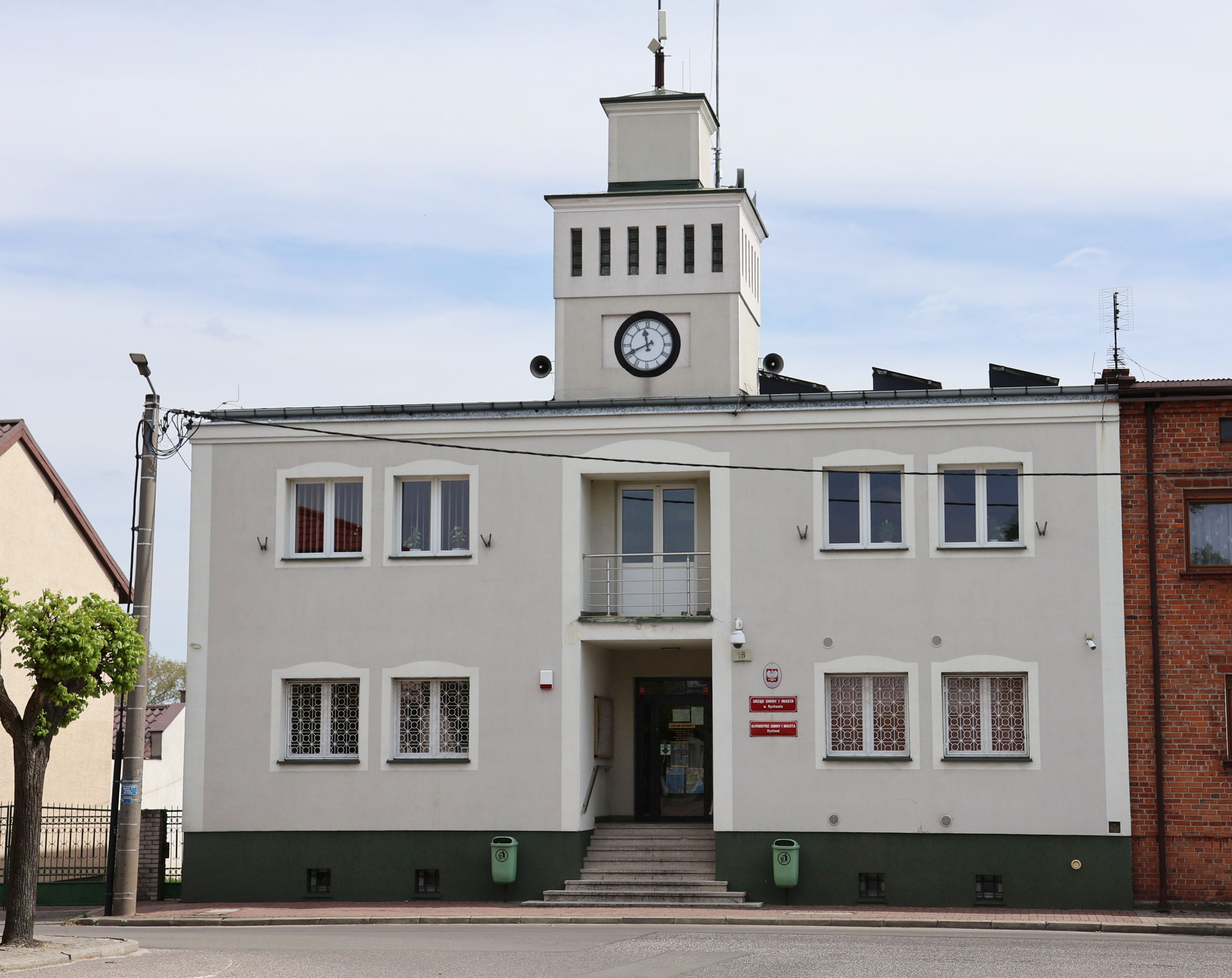
Ratusz

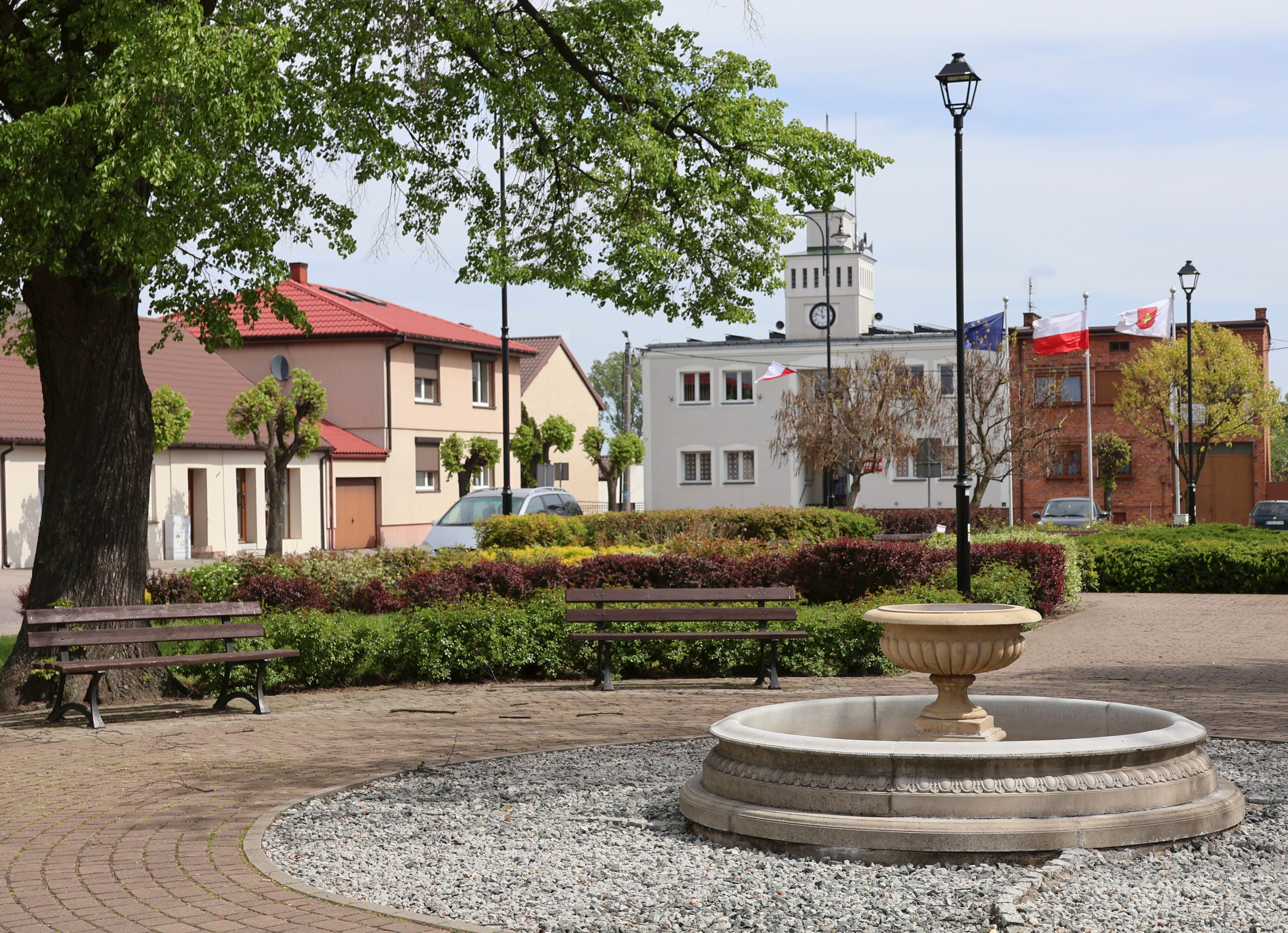
Fragment rynku

Rychwał – miasto w woj. wielkopolskim, w powiecie konińskim, siedziba gminy miejsko-wiejskiej Rychwał.
Do 1954 siedziba gminy Dąbroszyn. W latach 1975–1998 miasto administracyjnie należało do woj. konińskiego.
Według danych z 31 grudnia 2009 miasto liczyło 2370 mieszkańców.

## Nazwa miasta
Nazwa Rychwał pochodzi z języka niemieckiego i wskazuje na udział niemieckich osadników w zakładaniu miasta. Jej pierwotna forma brzmiała prawdopodobnie Reichwald („bogaty las” bądź „okolica obfitująca w lasy”), ulegając poprzez formę Rychwałd spolszczeniu do dzisiejszej formy.

## Historia
Rychwał uzyskał prawa miejskie w drugiej połowie XIV wieku lub na początku XV wieku. Miasto rozwinęło się przy szlaku handlowym Kalisz-Inowrocław. Rychwał był własnością szlachecką. 
W 1458 roku miejscowość wystawiła na wojnę trzynastoletnią 6 pieszych. 
W 1579 roku czynne w nim były 3 gorzelnie, pracowało 3 szynkarzy oraz 16 rzemieślników. 
W drugiej połowie XVI wieku i na początku XVII wieku miasto podupadło.Dopiero w drugiej połowie XVIII wieku rozpoczął się pomyślny rozwój miasta, spowodowany karczowaniem okolicznych lasów i zakładaniem nowych osad. 
W 1793 roku miasto liczyło 175 mieszkańców. Wśród rzemieślników było 12 szewców, 8 garncarzy i 5 krawców.
Liczba mieszkańców miasta wzrosła w 1810 roku do 383 osób. 
W 1870 roku Rychwał utracił prawa miejskie. Odzyskał je dopiero w 1921 roku. 
W okresie międzywojennym znajdowały się w nim: młyn, olejarnia i tartak. 
W 1939 roku Rychwał liczył już 1860 mieszkańców. 
20 stycznia 1945 roku miasto zostało zajęte przez wojska radzieckie. 
W okresie PRL-u powstała na jego terenie baza maszynowa i Zespołowe Gospodarstwo Rolne Spółdzielni Kółek Rolniczych oraz Rolnicza Spółdzielnia Produkcyjna. 

## Demografia
- Piramida wieku mieszkańców Rychwała w 2014 roku[1].

## Kultura
Co roku w drugi weekend września organizowany jest piknik orkiestr dętych (Rychwalskie Impresje Muzyczne) – impreza, której organizatorem natomiast jest orkiestra Quantum, a będąca pomysłem Zbigniewa Osajdy, jej kapelmistrza. Czerwiec to czas Rychwalii, imprezy corocznej, na której podczas całodniowego świętowania można obejrzeć wiele pokazów artystów z okolic oraz gwiazdę wieczoru.

## Zabytki
W mieście znajduje się kościół parafialny pw. Trójcy Świętej, który został wzniesiony w 1476 r. Odbudowany w 1574 r. z fundacji kasztelana Gabriela Złotkowskiego, konsekrowany był w 1629 r. Zrujnowany w XVIII w., został odnowiony i przebudowany w latach 1790–1800.
W Rychwale znajduje się również dawny zespół pałacowo-parkowy. 

## Wspólnoty wyznaniowe
- Kościół rzymskokatolicki:
  - parafia Świętej Trójcy
- Świadkowie Jehowy:
  - zbór Rychwał (Sala Królestwa: Siąszyce 12BA)[4].

## Sport
W miejscowości funkcjonuje Ludowy Klub Sportowy Zjednoczeni Rychwał – klub piłkarski grający w sezonie 2024/2025 w klasie okręgowej, gr. wielkopolskiej VI.
Wyniki klubu w ostatnich latach:
Działa tu również drużyna siatkarska uczestnicząca w III lidze.

## Ludzie związani z Rychwalem
Z Rychwała pochodzi polityk i poseł na sejm IV kadencji Zdzisław Jankowski.